# Kappa Velorum
Désignations
Kappa Velorum (κ Vel / κ Velorum), également nommée Markeb, est une étoile binaire spectroscopique de la constellation des Voiles.
Cette étoile fait partie de l'astérisme de la fausse Croix.
Le nom Markeb est officialisé par l'Union Astronomique Internationale le 5 septembre 2017.